# Lucas Miedler
Lucas Miedler (født 21. juni 1996 i Tulln, Østrig) er en professionel tennisspiller fra Østrig.